# فراجبا
فراجبا أو فوروجبا (Ворожба) هي مدينة في مقاطعة سومسكا في أوكرانيا.